# Frank Sinatra, Jr.
Franklin Wayne Emmanuel Sinatra, känd som Frank Sinatra Jr., född 10 januari 1944 i Jersey City, New Jersey, död 16 mars 2016 i Daytona Beach, Florida, var en amerikansk sångare och låtskrivare. Han var son till sångaren och skådespelaren Frank Sinatra och Nancy Barbato, yngre bror till Nancy Sinatra och äldre bror till TV-producenten Tina Sinatra. Sinatra Jr. var precis som fadern en talangfull sångare. Frank Sinatra Jr. kidnappades 1963, men brottslingarna fångades och sonen återlämnades till familjen. Frank Sinatra Jr. medverkade flera gånger i den animerade TV-serien Family Guy som röstskådespelare.
Frank Sinatra Jr. dog av en hjärtstopp under en turné i Daytona Beach, Florida 16 mars 2016, 72 år gammal.

## Diskografi (urval)
Studioalbum (solo)
- 1965 – Young Love For Sale
- 1971 – Spice
- 1972 – His Way!
- 1977 – It's Alright
- 1996 – As I Remember It
- 2006 – That Face!